# Rödkronad lärka
Rödkronad lärka (Calandrella cinerea) är en fågel i familjen lärkor inom ordningen tättingar.

## Utseende och läte
Rödkronad lärka är en medelstor slank lärka. Relativt lång stjärt och tunn näbb ger den drag av piplärka. I alla dräkter har den ett tydligt vitt ögonbrynsstreck, diagnostiskt tegelröda hjässfjädrar som kan resas som en tofs samt rödaktiga bröstsidor. Bland lätena hörs halvmelodiska tjirpanden och korta sträva toner. Sången som avges i en utdragen böljande sångflykt består av tjirpande toner, ofta i serier och med härmningar av andra fågelarter.

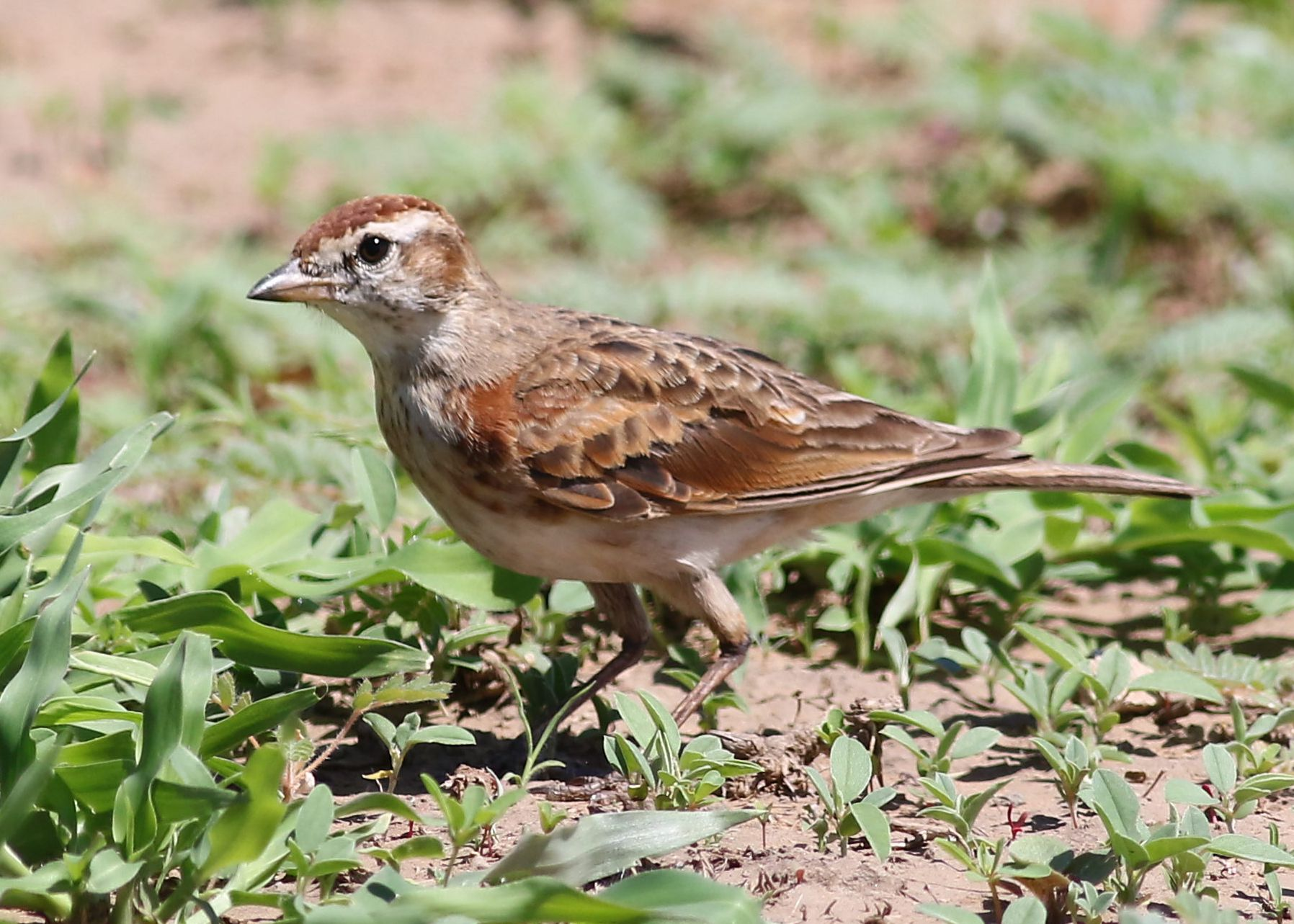

## Utbredning och systematik
Rödkronad lärka förekommer i centrala och södra Afrika från Kongo-Kinshasa och södra Kenya och vidare söderut. En isolerad population finns i centrala Nigeria. Dess inre systematik är omtvistad. eBird/Clements delar in den i nio underarter med följande utbredning:
- Calandrella cinerea rufipecta – centrala Nigeria (Jos Plateau)
- Calandrella cinerea saturatior – Kongo-Kinshasa österut till Uganda och västra Tanzania, söderut till Angola (utom i nordväst och syd), norra Zambia och Malawi
- Calandrella cinerea alluvia – kustvattnen vid södra Moçambique och inåt landet till norra Botswana
- Calandrella cinerea williamsi – södra Kenya och norra Tanzania
- Calandrella cinerea spleniata – sydvästra Angola och nordvästra Namibia
- Calandrella cinerea cinerea – södra Namibia och västra Sydafrika
- Calandrella cinerea millardi – södra Botswana
- Calandrella cinerea niveni – östra Sydafrika
- Calandrella cinerea fulvida – södra Angola, södra Zambia och Zimbabwe

International Ornithological Congress urskiljer istället endast fem underarter, där  millardi, niveni och fulvida inkluderas i cinerea medan alluvia inkluderas i saturatior.
Genetiska studier från 2020 visar att rödkronad lärka är systerart till korttålärkan. Samma studier visar att den består av två klader som möjligen utgör egna arter, med underarterna rufipecta och williamsoni å ena sidan och övriga populationer å andra sidan.

## Levnadssätt
Rödkronad lärka hittas i jordbruksbygd, öppna fält, kanter av våtmarker och andra öppna områden. Små till större grupper är stannfåglar eller uppträder nomadiskt. Den ses karakteristiskt springa fem till tio meter och sedan stanna för att födosöka efter frön eller insekter. Den kan då vara förvånansvärt svår att upptäcka på marken. Fågeln påträffas också vid vattenhål dit den tar sig för att dricka.

## Status och hot
Arten har ett stort utbredningsområde och tros öka i antal. Internationella naturvårdsunionen IUCN listar den därför som livskraftig (LC).